# Central Japan Railway Company
Central Japan Railway Company (東海旅客鉄道株式会社 Tōkai Ryokaku Tetsudō kabushiki gaisha) eller JR Central (JR Tōkai) er et passagertogsselskab i Chūburegionen (Nagoya-regionen) i det centrale Japan.
JR Centrals centrale hub er Nagoya Station og de har hovedkvarter i JR Central Towers ved stationen. JR Central linjer omfatter Tōkaidō Main Line, Tokaido Shinkansen og Chūō Shinkansen. Virksomheden er en del af Japan Railways Group.